# Pesta (cartier)
Pesta (în maghiară Pest) este numele părții dinspre est de Dunăre a orașului Budapesta de azi. 
Sectoarele Budapestei care țin de partea Pesta: sectorul IV, sectorul V, sectorul VI, sectorul VII, sectorul VIII, sectorul IX, sectorul X, sectorul XIII, sectorul XIV, sectorul XV, sectorul XVI, sectorul XVII, sectorul XVIII, sectorul XIX, sectorul XX și sectorul XXIII.